# Gocławek

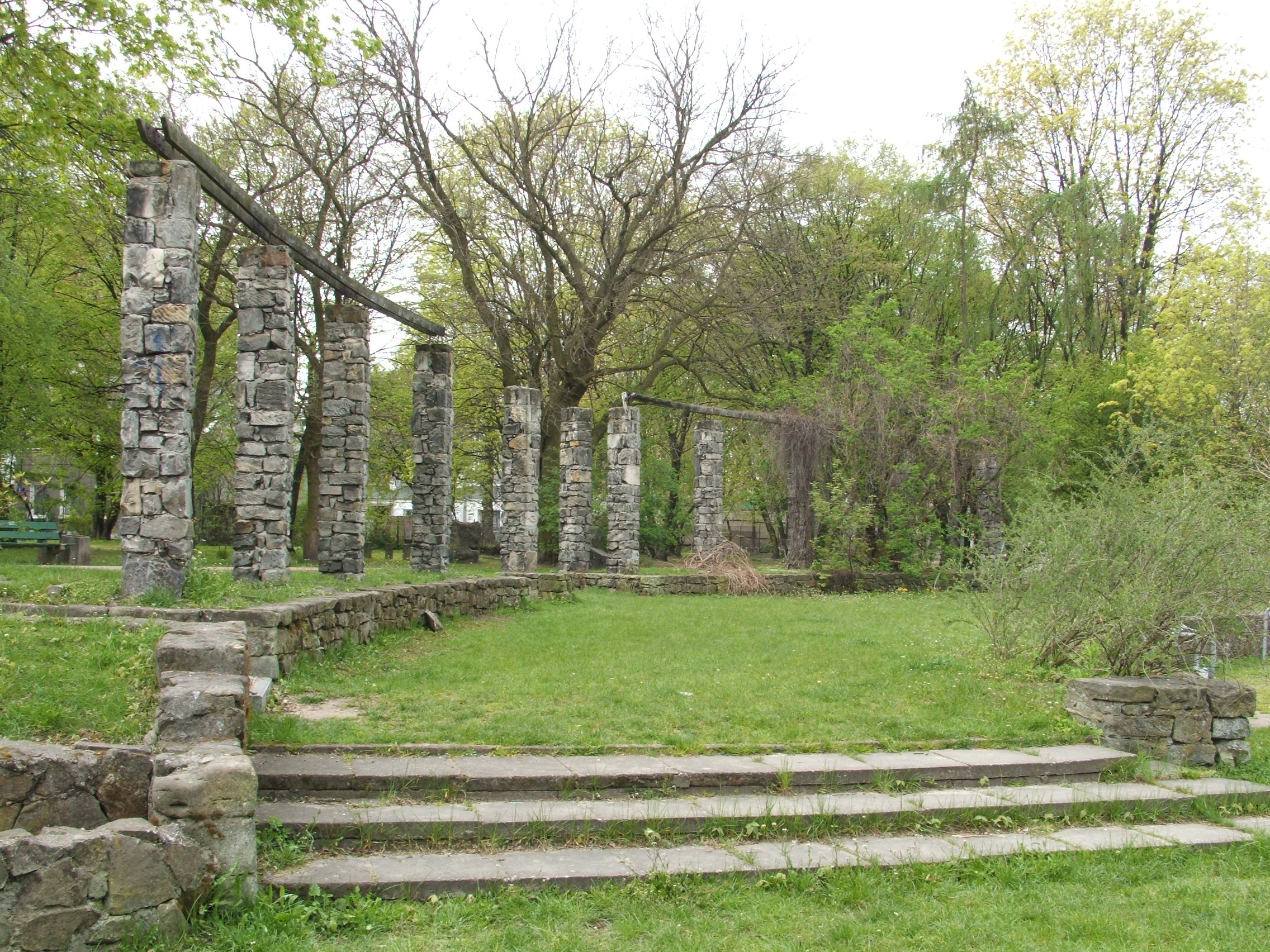
Park Jana Szypowskiego „Leśnika”

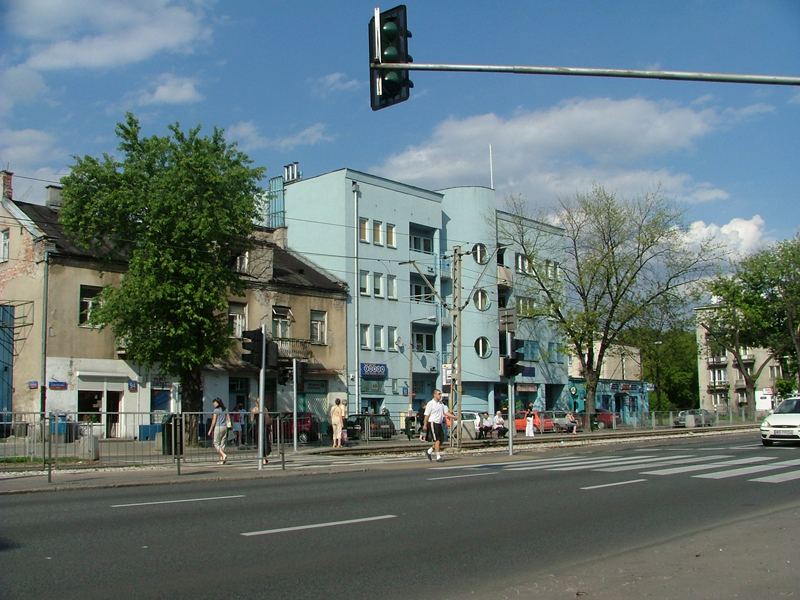
Ulica Grochowska

Gocławek – osiedle i obszar MSI w dzielnicy Praga-Południe w Warszawie.

## Historia
Kolonia i folwark Gocławek należały w latach 1867–1939 do gminy Wawer w powiecie warszawskim. W 1921 roku liczyły 216 mieszkańców.
Południową część łąk folwarku Gocławek do Warszawy włączono już 1 kwietnia 1916
20 października 1933 utworzono gromadę Gocławek w granicach gminy Wawer, składającą się ze wsi Gocławek i wsi Wygoda.
9 grudnia 1933 część osady Gocławek (położoną po prawej, południowo-wschodniej, stronie szosy Warszawa-Mińsk Mazowiecki) włączono do gminy Zagóźdź. 25 marca 1938 w gminie Zagóźdź utworzono gromadę Nowy Wawer z miejscowości Nowy Wawer, Gocławek i kolonii Zastów, wyłączonych z gromady Zastów w gminie Zagóźdź. 1 kwietnia 1939 w związku ze zniesieniem gminy Zagóźdź, gromadę Nowy Wawer włączono do gminy Wawer w tymże powiecie.
Podczas II wojny światowej w Generalnym Gubernatorstwie, w dystrykcie warszawskim. W 1943 gromada Gocławek liczyła 3062 mieszkańców a gromada Nowy Wawer 3104 mieszkańców.
15 maja 1951 w związku ze zniesieniem gminy Wawer, gromady Gocławek i Nowy Wawer włączono do Warszawy.

## Opis
Zabudowa Gocławka jest typowa dla przedmieścia wielkiego miasta, najstarsze budynki pochodzą z okresu powstania listopadowego.
Gocławek znajduje się w północno-wschodniej części Pragi-Południe – jego północną granicę stanowi otwocka linia kolejowa, wschodnią ul. Korkowa, południową ul. Płowiecka i Grochowska. Zachodnia granica Gocławka tradycyjnie biegła przedwojenną granicą Warszawy – ulicami Biskupią, Zawierciańską, Czechowicką i Pabianicką, jednak obecnie znajduje się wzdłuż ulic Olszynki Grochowskiej i Jubilerskiej. Część Gocławka leżąca na terenie dzielnicy Praga-Południe znajduje się w granicach jednostki pomocniczej niższego rzędu „Osiedle Grochów Północny”.
Obszar „Gocławek” Miejskiego Systemu Informacji obejmuje tereny ograniczone ulicami Chłopickiego, Zamieniecką, Ostrobramską, Marsa oraz linią kolejową. Tak wyznaczony Obszar „Gocławek” obejmuje poza Gocławkiem również część Grochowa oraz cały Witolin (i jego integralną część Osiedle Ostrobramska), pomija natomiast wawerską część Gocławka.

## Pomniki, parki i zabytki

### Park im. płk. Jana Szypowskiego „Leśnika”
Od końca lat 50. XX w. park nosił nazwę 13 września 1944 roku. W 2005 r. na wniosek Rady Dzielnicy park nazwano imieniem Jana Szypowskiego „Leśnika”.
Jerzy Wierzbicki tak opisywał park: W starym parku otaczającym dworek subtelne i wyczulone ucho jest jeszcze zdolne usłyszeć śpiew tamtych dni i rżenie koni, a badawcze oko wyłowi z porannej mgły wyłaniające się, pochylone szeregi bohaterskiego 4 Pułku Piechoty.
Na terenie zieleńca znajduje się ośrodek sportowy TKKF, Ognisko Pracy Pozaszkolnej Nr 1 „Jordanek” oraz plac zabaw.  

### Dworek Grochowski (ul. Grochowska 64)
Według legendy dworek został wybudowany z inicjatywy prymasa Michała Poniatowskiego, podczas bitwy grochowskiej był kwaterą Józefa Chłopickiego. Historycy jednak wskazują datę powstania dworka na lata 1835–1840, więc po powstaniu listopadowym. W 1915 r. w dworku działała polska szkoła, w której uczyła się i pisała wiersze Pola Gojawiczyńska. W 1918 r. powstał w nim sierociniec, który prowadzili Metodyści. W 1924 r. dworek kupił Andrzej Wierzbicki, wyremontował on gruntownie budynek. Dziś w dworku działa Państwowa Szkoła Muzyczna 1 st. nr 3.

## Transport
4 stycznia 1901 wzdłuż całej długości ulicy Grochowskiej – centralnej ulicy Gocławka uruchomiono Warszawską Kolej Dojazdową Jabłonowską, parową kolej wąskotorową o rozstawie torów 800 mm, łączącą Jabłonnę z Wawrem, wtedy to otwarto dwie stacje przy Grochowskiej: Rogatki Moskiewskie i Grochów. W 1925 r. po uruchomieniu wzdłuż ulicy linii tramwajowej, zaczęto podejmować kroki ku likwidacji kolejki. 7 września 1939 r. linie kolejki z powodu działań wojennych zawieszono, a następnie reaktywowano miesiąc później. W 1942 r. otrzymała ona nową nazwę: Warschauer Eisenbahnen Ost. Powstanie warszawskie ponownie uniemożliwiło kursowanie linii. Kolej Jabłonowska jako przedsiębiorstwo państwowe odrodziła się w 1945 r. Ostatni raz Kolej Jabłonowska wyjechała na tory przy Grochowskiej: 31 stycznia 1956.
Od 1925 r. wzdłuż ulicy Grochowskiej na kraniec Gocławka biegnie trasa tramwajowa, kursują nią tramwaje kilku linii. Ulicą kursuje też wiele linii autobusowych, łączących Pragę ze Śródmieściem, Wolą, Rembertowem i Wawrem.